# Wapen van Nuenen, Gerwen en Nederwetten

Wapen van de gemeente Nuenen, Gerwen en Nederwetten

Het huidige wapen van Nuenen, Gerwen en Nederwetten werd bij Koninklijk Besluit op 2 juli 1998 aan de gemeente Nuenen, Gerwen en Nederwetten toegekend.

## Geschiedenis

Wapen van de gemeente Nuenen en Gerwen (1810-1817), gebruikt door Nuenen, Gerwen en Nederwetten (1817 - 1998)

Het wapen is gelijk aan dat de vroegere heerlijkheid Nuenen-Gerwen, waarin de dorpen Nuenen, Gerwen en Op- en Nederwetten vroeger lagen. Dat wapen zelf is weer afgeleid van dat van hertog Jan van Brabant. De rozen uit het wapen stammen uit het familiewapen van Dirk van Altena, die in de 13e eeuw leefde en Nuenen-Gerwen in leen had gekregen van een van de graven van Duras en Loon. Deze Dirk van Altena stierf kinderloos en Hertog Jan van Brabant erfde al zijn gebieden, waaronder de heerlijkheid Nuenen-Gerwen. Hertog Jan van Brabant voegde toen de rozen aan zijn eigen familiewapen  toe, waarmee het gemeentewapen van Nuenen/Gerwen ontstond. Het heerlijkheidswapen was tot in de negentiende eeuw in gebruik. Omdat de gemeente Nuenen en Gerwen bij de aanvraag van het wapen in 1815 geen kleuren had gespecificeerd werd het wapen in rijkskleuren toegekend. In 1821 werd Nederwetten aan de gemeente toegevoegd, wat geen gevolgen had voor het wapen.
De drie zespuntige sterren die oorspronkelijk in het gemeentewapen van Nederwetten zaten, zijn afgeleid van het wapen van de familie Van Berckel. De heerlijkheid Nederwetten werd omstreeks 1557 gekocht door Jhr. Rutger van Berckel.
Voor het wapen van 1998 had de Noord-Brabantse Commissie voor Wapen- en Vlaggenkunde (NBCW) twee ontwerpen ingediend, beide uitgebreid met zespuntige sterren uit het wapen van Nederwetten. Ondanks bezwaren van de Hoge Raad van Adel waren de sterren, die al meer dan tweehonderd jaar niet meer gebruikt waren, in het door de gemeenteraad gekozen ontwerp prominent in het wapen geplaatst.

## Blazoen

### Wapen van 1817
De beschrijving van het wapen van Nuenen en Gerwen dat op 16 juli 1817 werd bevestigd, luidt als volgt:
Van lazuur, beladen met een kruis van goud, gekantonneerd; in het eerste en vierde deel een klimmende leeuw en in het tweede en derde met eene opene roos, alles van goud.
In alledaags Nederlands: Een blauw schild met een gouden kruis dat het schild in vieren deelt, met in het eerste en vierde deel een klimmende leeuw en in het tweede en derde deel een open roos. Alle stukken zijn goudgekleurd.

### Wapen van 1998
De beschrijving van het wapen dat op 2 juli 1998 aan Nuenen, Gerwen en Nederwetten werd toegekend, luidt als volgt:
Gevierendeeld: I en IV in sabel een (Brabantse) leeuw van goud, getongd en genageld van keel; II en III in zilver een zesbladige roos van keel; een schildhoofd van azuur met drie zespuntige sterren van goud. Het schild gedekt met een gouden kroon van drie bladeren en twee parels.
N.B.:
- De heraldische kleuren van de wapens zijn: lazuur (blauw), goud (geel), sabel (zwart), keel (rood) en zilver (wit).

## Verwant wapen
Onderstaand wapen is verwant aan dat van Nuenen, Gerwen en Nederwetten:

Het wapen van Nederwetten en Eckart